# أنتوني غريغز
أنتوني غريغز (بالإنجليزية: Anthony Griggs)‏ هو لاعب كرة قدم أمريكية أمريكي، ولد في 12 فبراير 1960.

## وصلات خارجية
- أنتوني غريغز على موقع مرجع كرة القدم المحترفة.كوم (الإنجليزية)